# Frihed, lighed og Louise
Frihed, Lighed og Louise er en satirisk komedie fra 1944 instrueret af Lau Lauritzen Jr. efter manuskript af Svend Rindom.

## Medvirkende
- Karen Lykkehus
- Ebbe Rode
- Helle Virkner
- Lisbeth Movin
- Mogens Davidsen
- Frits Helmuth
- Helga Frier
- Knud Heglund
- Poul Müller
- Bjørn Watt Boolsen
- Ib Schønberg

## Handling
Direktør Max Kildals privatliv er gået helt i koks. Husets to kvinder, konen Louise og datteren Vibeke kaster ham rundt i manegen, når de spiller deres rigpige-intrigespil. Max ligger helt og aldeles under for kvindernes tyranni. For Max er der i hvert fald ingen, der interesserer sig. Og dog. En dag forstår han, at han er værdsat af sin sekretær - og så sætter han trumf på over for kvinderne derhjemme.